# FC Ottering
Der Fußball-Club Ottering e. V. (kurz FC Ottering) ist ein Fußballverein aus Ottering, einem Ortsteil der Gemeinde Moosthenning im niederbayerischen Landkreis Dingolfing-Landau. Neben der Fußballabteilung besitzt der insgesamt 470 Mitglieder zählende Verein auch eine Tennis- und eine Damengymnastik-Abteilung.

## Geschichte
Der Verein wurde 1948 gegründet. 1978 stieg er in die Bezirksliga auf. Nach dem Gewinn des niederbayerischen Landespokals 1980 war der Verein für die Teilnahme an der 1. Hauptrunde des DFB-Pokals 1980/81 qualifiziert, in der er beim hessischen Landesligisten RSV Würges mit 0:2 unterlag. 1983 gelang der Aufstieg in die bayerische Landesliga, aus der der Verein nach einer Saison wieder abstieg.
Die Tennisabteilung des FC Ottering wurde 1976 gegründet und zählt 76 Mitglieder.